# 1-й провулок Івана Франка (Мелітополь)
1-й провулок Івана Франка — провулок в Мелітополі. Йде від вулиці Айвазовського до провулка Рєпіна. Забудований приватними будинками.

## Назва
Провулок названий на честь українського поета, письменника і громадського діяча Івана Франка (1856—1916).
Поруч знаходяться однойменні 2-й провулок Івана Франка та вулиця Івана Франка.

## Історія
Рішення про створення та найменування провулка було прийнято 1 червня 1967 року.